# أيفان سانتيني
أيفان سانتيني (بالكرواتية: Ivan Santini)‏ (21 مايو 1989 كرواتيا - ) هو لاعب كرة قدم كرواتي، يلعب كمهاجم لعب سابقاً في نادي الفتح.

## وصلات خارجية
أيفان سانتيني على موقع الاتحاد الأوربي (الإنجليزية)
- أيفان سانتيني على موقع اتحاد كرواتيا (الكرواتية)
- أيفان سانتيني على موقع قاعدة بيانات كرة القدم.إي يو (الإنجليزية)
- أيفان سانتيني على موقع بيانات كرة القدم. دي إي (الألمانية)
- أيفان سانتيني على موقع ناشيونال فوتبول تيمز (الإنجليزية)
- أيفان سانتيني على موقع Soccerbase.com (لاعب) (الإنجليزية)
- أيفان سانتيني على موقع Soccerway.com (الإنجليزية)
- أيفان سانتيني على موقع عالم كرة القدم.نت (الإنجليزية)
- أيفان سانتيني على موقع AS.com (الإسبانية)